# Terremoto de foco profundo
Un terremoto de foco profundo en sismología (también llamado terremoto plutónico) es un terremoto con una profundidad de hipocentro superior a 300 km. Ocurren casi exclusivamente en límites convergentes en asociación con litosfera oceánica subducida. Ocurren a lo largo de una zona tabular de inmersión debajo de la zona de subducción conocida como la zona de Wadati-Benioff.

## Descubrimiento
La evidencia preliminar de la existencia de terremotos de foco profundo fue presentada por primera vez a la comunidad científica en 1922 por Herbert Hall Turner. En 1928, Kiyoo Wadati demostró la existencia de terremotos que ocurren muy por debajo de la litosfera, eliminando la noción de que los terremotos ocurren solo con profundidades focales poco profundas. 

## Características sísmicas
Los terremotos de foco profundo dan lugar a ondas superficiales mínimas. Su profundidad focal hace que los terremotos sean menos propensos a producir movimiento de ondas sísmicas con energía concentrada en la superficie. El camino de las ondas sísmicas de terremoto de foco profundo desde el foco hasta la estación de grabación pasa por el manto superior heterogéneo y la corteza altamente variable solo una vez. Por lo tanto, las ondas sísmicas sufren menos atenuación y reverberación que las de los terremotos superficiales, lo que resulta en picos de ondas sísmicas agudas. 

## Mecanismos focales
El patrón de radiación de energía de un terremoto está representado por la solución de tensor de momento, que está representada gráficamente por diagramas de beachball. Un mecanismo explosivo o implosivo produce una fuente sísmica isotrópica. El deslizamiento en una superficie de falla plana da como resultado lo que se conoce como una fuente de doble par. El movimiento uniforme hacia afuera en un solo plano debido al acortamiento normal da lugar a una fuente dipolo de vector lineal compensado. Se ha demostrado que los terremotos de foco profundo contienen una combinación de estas fuentes. Los mecanismos focales de los terremotos profundos dependen de sus posiciones en las placas tectónicas subductoras. A profundidades superiores a 400 km, domina la compresión por inmersión descendente, mientras que a profundidades de 250-300 km (que también corresponde a un mínimo en el número de terremotos frente a la profundidad), el régimen de tensión es más ambiguo pero más cercano a la tensión de inmersión.

## Proceso físico
Los terremotos de foco superficial son el resultado de la liberación repentina de energía de deformación acumulada con el tiempo en la roca por fractura frágil y deslizamiento por fricción sobre superficies planas. Sin embargo, el mecanismo físico de los terremotos de foco profundo es poco conocido. La litosfera subducida sujeta al régimen de presión y temperatura a profundidades superiores a 300 km no debe exhibir un comportamiento quebradizo, sino que debe responder al estrés por deformación plástica. Se han propuesto varios mecanismos físicos para la nucleación y propagación de terremotos de foco profundo; sin embargo, el proceso exacto sigue siendo un problema pendiente en el campo de la sismología de la tierra profunda. 
Las siguientes cuatro subsecciones describen propuestas que podrían explicar el mecanismo físico que permite que ocurran terremotos de foco profundo. Con la excepción de las transiciones de fase sólido-sólido, las teorías propuestas para el mecanismo focal de los terremotos profundos tienen el mismo nivel en la literatura científica actual. 

### Transiciones de fase sólido-sólido
El primer mecanismo propuesto para la generación de terremotos de foco profundo es una implosión debido a una transición de fase del material a una fase de mayor densidad y menor volumen. Se cree que la transición de fase olivina - espinela ocurre a una profundidad de 410 km en el interior de la tierra. Esta hipótesis propone que el olivino metaestable en la litosfera oceánica se someta a profundidades superiores a 410 km experimenta una transición de fase repentina a la estructura de espinela. El aumento de la densidad debido a la reacción provocaría una implosión que daría lugar al terremoto. Este mecanismo ha sido desacreditado en gran medida debido a la falta de una firma isotrópica significativa en el momento de la solución tensora de los terremotos de foco profundo.

### Fragilidad por deshidratación
Las reacciones de deshidratación de las fases minerales con un alto porcentaje en peso de agua aumentarían la presión de poro en una losa de litosfera oceánica subducida. Este efecto reduce el esfuerzo normal efectivo en la losa y permite que ocurra el deslizamiento en planos de falla preexistentes a profundidades significativamente mayores que normalmente serían posibles. Varios trabajos sugieren que este mecanismo no juega un papel significativo en la actividad sísmica más allá de 350 km de profundidad debido al hecho de que la mayoría de las reacciones de deshidratación se habrán completado por una presión correspondiente a 150 a 300 km de profundidad (5-10 GPa). 

### Fallas transformacionales o fallas anticrack
La falla de transformación, también conocida como falla de anticrack, es el resultado de la transición de fase de un mineral a una fase de mayor densidad que se produce en respuesta al esfuerzo de corte en una zona de corte de grano fino. La transformación se produce a lo largo del plano de esfuerzo cortante máximo. El cizallamiento rápido puede ocurrir a lo largo de estos planos de debilidad, dando lugar a un terremoto en un mecanismo similar a un terremoto de foco superficial. Olivina metaestable subducida más allá de la transición olivina- wadsleyita a 320-410 km de profundidad (dependiendo de la temperatura) es un candidato potencial para tales inestabilidades. Los argumentos en contra de esta hipótesis incluyen los requisitos de que la región con fallas debe estar muy fría y contener muy poco hidroxilo unido a minerales. Las temperaturas más altas o los contenidos de hidroxilo más altos impiden la conservación metaestable de olivina hasta las profundidades de los terremotos más profundos. 

### Inestabilidad al corte/desbocamiento térmico
Una inestabilidad de corte surge cuando el calor se produce por deformación plástica más rápido de lo que se puede conducir. El resultado es un escape térmico, un circuito de retroalimentación positiva de calentamiento, debilitamiento del material y localización de deformación dentro de la zona de corte. El debilitamiento continuo puede dar como resultado una fusión parcial a lo largo de las zonas de esfuerzo cortante máximo. Las inestabilidades de cizalladura plástica que conducen a terremotos no se han documentado en la naturaleza, ni se han observado en materiales naturales en el laboratorio. Por lo tanto, su relevancia para los terremotos profundos radica en modelos matemáticos que utilizan propiedades de material y reologías simplificadas para simular condiciones naturales. 

## Zonas de terremotos de foco profundo

### Zonas principales

#### Asia oriental / Pacífico occidental
En la frontera de la Placa del Pacífico y las placas marinas de Okhotsk y Filipinas es una de las regiones de terremotos de foco profundo más activas del mundo, creando muchos terremotos grandes, incluido el Terremoto del mar de Ojotsk en 2013 de 8.3. Al igual que en muchos lugares, los terremotos de esta región son causados por tensiones internas en la placa del Pacífico subducida a medida que se empuja más profundamente en el manto. 

#### Filipinas
Una zona de subducción constituye la mayor parte de la frontera de la placa filipina y la placa de la Sonda, siendo la falla parcialmente responsable del levantamiento de Filipinas. Las secciones más profundas del Mar de Filipinas causan terremotos de hasta 675 kilómetros (419,4 mi) debajo de la superficie. Los terremotos notables de enfoque profundo en esta región incluyen un terremoto en 1972 de 7.7 y los Terremotos de Mindanao en 2010 de 7.6, 7.5 y 7.3. 

#### Indonesia
La Placa Australiana se subduce debajo de la Placa de la Sonda, creando una elevación en gran parte del sur de Indonesia, así como terremotos a profundidades de hasta 675 kilómetros (419,4 mi). Los terremotos notables de enfoque profundo en esta región incluyen un terremoto en 1996 de 7.9, y un terremoto en 2006 de 7.3. 

#### Papúa Nueva Guinea / Fiyi / Nueva Zelanda
Con mucho, la zona de falla de foco profundo más activa del mundo es la causada por la placa del Pacífico que se subduce bajo la placa australiana, la placa Tonga y la placa Kermadec. Se han registrado terremotos a profundidades de más de 735 kilómetros (456,7 mi), el más profundo del planeta. La gran área de subducción da como resultado una amplia franja de terremotos de foco profundo centrados desde Papúa Nueva Guinea a Fiyi a Nueva Zelanda, aunque el ángulo de colisión de las placas hace que el área entre Fiyi y Nueva Zelanda sea la más activa, con terremotos de 4.0 o superior que ocurre casi a diario. Los terremotos notables de enfoque profundo en esta región incluyen terremotos de 8.2 y 7.9 en 2018, y un terremoto de 7.8 en 1919. 

#### Andes
La subducción de la Placa de Nazca debajo de la Placa Sudamericana, además de crear la cordillera de los Andes, también ha creado una serie de fallas profundas debajo de las superficies de Colombia, Perú, Brasil, Bolivia, Argentina e incluso hasta el este como Paraguay. Los terremotos ocurren con frecuencia en la región a profundidades de hasta 670 kilómetros (416,3 mi) debajo de la superficie. Varios terremotos grandes han tenido lugar aquí, incluido el Terremoto de Bolivia de 1994 (631 km de profundidad) de 8.2, el Terremoto de 1970 en Colombia (645 km de profundidad) de 8.0 y el Terremoto de Perú de 1922 (475 km de profundidad) de 7.9. 

### Zonas menores

#### Granada, España
Aproximadamente a 600-630 kilómetros (372,8-391,5 mi) bajo la ciudad de Granada, en el sur de España, se han registrado varios terremotos grandes en la historia moderna, en particular, incluyendo un terremoto en 1954 de 7.8, y un terremoto de 6.3 en 2010. Como España no está cerca de ninguna zona de subducción conocida, la causa exacta de los continuos terremotos sigue siendo desconocida.

#### Mar Tirreno
El mar Tirreno al oeste de Italia alberga una gran cantidad de terremotos de foco profundo de hasta 520 kilómetros (323,1 mi) debajo de la superficie. Sin embargo, muy pocos terremotos ocurren en la región a menos de 100 kilómetros (62,1 mi) de profundidad, la mayoría se origina en una profundidad de alrededor de 250-300 kilómetros (155,3-186,4 mi). Debido a la falta de terremotos poco profundos, se cree que la falla se origina en una antigua zona de subducción que comenzó a subducirse hace menos de 15 millones de años, y terminó en gran parte hace unos 10 millones de años, ya no es visible en la superficie. Debido a la tasa de subducción calculada, es probable que la causa de la subducción sea una tensión interna en la placa euroasiática, en lugar de la colisión de las placas africanas y euroasiáticas, la causa de la subducción moderna de las microplacas cercanas del mar Egeo y Anatolia.

#### Afganistán
En el noreste de Afganistán, varios terremotos de foco profundo de intensidad media de profundidades de hasta 400 kilómetros (248,5 mi) ocasionalmente ocurren. Son causados por la colisión y la subducción de la placa india debajo de la placa euroasiática, los terremotos más profundos centrados en las secciones subducidas más lejanas de la placa.

#### Islas Sandwich del Sur
Las Islas Sandwich del Sur entre América del Sur y la Antártida son sede de una serie de terremotos de hasta 320 kilómetros (198,8 mi) de profundidad. Son causados por la subducción de la Placa Sudamericana bajo la Placa Sandwich del Sur.

### Terremotos de foco profundo notables
El terremoto de foco profundo más fuerte en el registro sísmico fue el terremoto de magnitud 8,3 del Mar de Ojotsk que ocurrió a una profundidad de 609 km en 2013. El terremoto más profundo jamás registrado fue un pequeño terremoto de 4.2 en Vanuatu a una profundidad de 735.8 km en 2004.